# Rick Hill

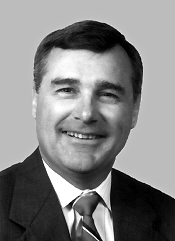
Rick Hill

Richard „Rick“ Hill (* 30. Dezember 1946 in Grand Rapids, Minnesota) ist ein US-amerikanischer Politiker. Zwischen 1997 und 2001 vertrat er den Bundesstaat Montana im US-Repräsentantenhaus.

## Werdegang
Rick Hill besuchte bis 1964 die Atkin Highschool in Montana. Danach studierte er bis 1968 an der St. Cloud State University in Minnesota. Hill wurde Mitglied der Republikanischen Partei. Im Lauf der Jahre nahm er einige führende Parteifunktionen im Lewis and Clark County in Montana ein. Er gehörte auch dem Vorstand seiner Partei auf Staatsebene an. Hill war zusätzlich im Vorstand der Montana Science and Technology Alliance sowie von 1993 bis 1996 Vorsitzender eines Ausschusses, der sich mit Entschädigungen für Arbeitsunfälle befasste (State worker’s Compensation Board).
Zwischen dem 3. Januar 1997 und dem 3. Januar 2001 vertrat Rick Hill seinen Staat als Abgeordneter im Kongress. Aufgrund gesundheitlicher Probleme stellte er sich im Jahr 2000 nicht zur Wiederwahl. Sein Sitz ging an Denny Rehberg. Heute lebt er in Helena; 2005 wurde er in Los Angeles zum Juris Doctor promoviert.